# Triticum aestivum aestivum
Il maiorcone o maiurcuni o mairca aristata (Triticum aestivum subsp. aestivum) è un grano antico siciliano di tipo tenero con chicco bianco a maturazione media, da secoli coltivato in Sicilia soprattutto in terreni aridi e marginali, da sempre considerato sinonimo del grano tenero per la farina per dolci.

## Caratteristiche
Il maiorcone è coltivato in Sicilia nelle Province di Agrigento, Caltanissetta, Catania, Enna, Messina, Siracusa, Palermo.
La pianta ha un portamento semieretto e una taglia alta, con epoca di spigatura media, con spessore della paglia sottile, con spiga a densità lassa, di forma fusiforme e di lunga lunghezza, le ariste sono presenti con una lunghezza media, le spighe a completa maturazione sono bianche come anche la cariosside.
Il Maiorcone ha una produzione di 1,7 t/ha al 13 % di umidità, un peso di 1000 semi pari a 35,7 gr, un contenuto in proteine pari a 14,3%, un contenuto in glutine pari a 11,1%.
La farina del maiorcone usata nella panatura delle fritture rende più croccante la stessa.
Inoltre il disciplinare del cannolo di Caltanissetta ne prevede l'uso esclusivo come farina per la cialda del cannolo.

## Riconoscimento e tutela
Il Ministero delle politiche agricole alimentari e forestali nel 2018 ha stabilito che la varietà maiorcone è meritevole di conservazione con iscrizione al Registro nazionale delle varietà da conservazione di specie agrarie e delle specie ortive. Sono state riconosciute in questo registro, dopo l'utilizzo di marcatori genetici a singolo nucleotide (Polimorfismo a singolo nucleotide), le seguenti varietà:
- 14 polazioni locali siciliane di frumento duro (Biancuccia, Castiglione glabro, Ciciredda, Faricello, Gioia, Martinella, Paola, Perciasacchi, Russello, Scorsonera, Timilia reste bianche, Timilia reste nere, Tripolino, Urrìa),
- 3 polazioni locali siciliane di frumento tenero, sempre di origine siciliana (Maiorca, Maiorcone, Romano),
- 2 varietà storiche (Bidì e Capeiti8).[12]

Il decreto ministeriale arriva a conclusione dell’iter istruttorio messo a punto dalla Commissione tecnico scientifica di valutazione istituita al dipartimento regionale dell’Agricoltura e composta dal Crea (Consiglio per la ricerca e l’analisi in agricoltura), dalla Stazione di granicoltura per la Sicilia, dal Servizio fitosanitario regionale, dalle Università di Palermo e Catania e dal Consorzio di ricerca Gian Pietro Ballatore.
È una varietà di grano tenero che il Ministero dell'agricoltura, della sovranità alimentare e delle foreste, ha iscritto nel Registro nazionale delle varietà da conservazione di specie agrarie e delle specie ortive con DM di Iscrizione del 05/03/2018 (N. 9786 )-G.U.N. 76 del 31/03/2018.